# Tour d'Italie 1922
La 10e édition du Tour d'Italie s'est élancée de Milan le 24 mai 1922 et est arrivée à Milan le 11 juin. Long de 3 093 km, ce Giro a été remporté par le tenant du titre Giovanni Brunero.

## Équipes participantes
- Bianchi
- Peugeot
- Legnano
- Indépendant

## Classement général
| Classement général final |                    |
| --- | ------------------ |
| \| 1. Giovanni Brunero \| 119 h 43 min 00 s \| \| 2. Bartolomeo Aymo \| à 12 min 29 s \| \| 3. Giuseppe Enrici \| à 1 h 35 min 33 s \| \| 4. Alfredo Sivocci \| à 1 h 52 min 13 s \| \| 5. Domenico Schierano \| à 4 h 17 min 42 s \| \| 6. Pietro Aymo \| à 5 h 28 min 58 s \| \| 7. Paride Ferrari \| à 6 h 14 min 55 s \| \| 8. Nicola Di Biase \| à 8 h 39 min 36 s \| \| 9. Romolo Lazzaretti \| à 10 h 28 min 45 s \| \| 10. Dino Bertolino \| à 10 h 59 min 00 s \| \| 75 partants \| \| |                    |
| 1. Giovanni Brunero | 119 h 43 min 00 s  |
| 2. Bartolomeo Aymo | à 12 min 29 s      |
| 3. Giuseppe Enrici | à 1 h 35 min 33 s  |
| 4. Alfredo Sivocci | à 1 h 52 min 13 s  |
| 5. Domenico Schierano | à 4 h 17 min 42 s  |
| 6. Pietro Aymo | à 5 h 28 min 58 s  |
| 7. Paride Ferrari | à 6 h 14 min 55 s  |
| 8. Nicola Di Biase | à 8 h 39 min 36 s  |
| 9. Romolo Lazzaretti | à 10 h 28 min 45 s |
| 10. Dino Bertolino | à 10 h 59 min 00 s |
| 75 partants |                    |

## Étapes
| Étape     | Date     | Villes étapes                      | km  | Vainqueur d'étape   | Leader du classement général |
| 1re étape | 24 mai   | Milan – Padoue                     | 326 | Gaetano Belloni     | Gaetano Belloni              |
| 2e étape  | 26 mai   | Padoue – Portorose                 | 268 | Costante Girardengo | Gaetano Belloni              |
| 3e étape  | 28 mai   | Portorose - Bologne                | 375 | Gaetano Belloni     | Gaetano Belloni              |
| 4e étape  | 30 mai   | Bologne - Pescara                  | 367 | Alfredo Sivocci     | Bartolomeo Aymo              |
| 5e étape  | 1er juin | Pescara - Naples                   | 267 | Bartolomeo Aymo     | Bartolomeo Aymo              |
| 6e étape  | 3 juin   | Naples - Rome                      | 254 | Pietro Linari       | Bartolomeo Aymo              |
| 7e étape  | 5 juin   | Rome - Florence                    | 319 | Giovanni Brunero    | Giovanni Brunero             |
| 8e étape  | 7 juin   | Florence - Santa Margherita Ligure | 292 | Luigi Annoni        | Giovanni Brunero             |
| 9e étape  | 9 juin   | Gênes - Turin                      | 277 | Bartolomeo Aymo     | Giovanni Brunero             |
| 10e étape | 11 juin  | Turin - Milan                      | 349 | Giovanni Brunero    | Giovanni Brunero             |

## Sources
- (nl) Cet article est partiellement ou en totalité issu de l’article de Wikipédia en néerlandais intitulé « Ronde van Italië 1922 » (voir la liste des auteurs).